# Хорошківська сільська рада
Хорошківська сільська рада — колишній орган місцевого самоврядування у Лубенському районі Полтавської області з центром у c. Хорошки.

## Населені пункти
Сільраді були підпорядковані населені пункти:
- c. Хорошки
- c. Ломаки
- c. Снітине
- c. Чернече

Село Давиденки, що підпорядковувалося сільраді, зняте з обліку 25 грудня 2007 року.

## Населення
Згідно з переписом УРСР 1989 року чисельність наявного населення сільської ради становила 1822 особи, з яких 881 чоловік та 941 жінка.
За переписом населення України 2001 року в сільській раді мешкало 1413 осіб.

### Мова
Розподіл населення за рідною мовою за даними перепису 2001 року:
| Мова       | Відсоток |
| ---------- | -------- |
| українська | 97,78 %  |
| російська  | 1,99 %   |
| білоруська | 0,07 %   |
| єврейська  | 0,07 %   |
| молдовська | 0,07 %   |